# Amt Rödinghausen
Das Amt Rödinghausen war ein Amt im Kreis Herford in der preußischen Provinz Westfalen und in Nordrhein-Westfalen. Im Rahmen der nordrhein-westfälischen Gebietsreform wurde das Amt zum 1. Januar 1969 aufgelöst. Historische Vorläufer des Amtes waren das Kirchspiel Rödinghausen sowie die Mairie Rödinghausen in der Franzosenzeit.

## Vorgeschichte
Das Gebiet des späteren Amtes gehörte bis zur Franzosenzeit zur Vogtei Bünde im Amt Limberg der Grafschaft Ravensberg und bildete dort das Kirchspiel Rödinghausen. Nachdem die Grafschaft Ravensberg 1807 an das Königreich Westphalen gefallen war, wurden neue Verwaltungsstrukturen nach französischem Vorbild geschaffen. Das Kirchspiel Rödinghausen wurde dem Kanton Bünde im Departement der Weser des Königreichs zugeordnet. Mit der Annexion großer Teile Norddeutschlands durch Napoleon Bonaparte fiel 1811 auch der Raum Rödinghausen an Frankreich. Im Arrondissement Minden des französischen Départements der oberen Ems wurde ein vergrößerter Kanton Bünde gebildet, der in Mairien (Bürgermeistereien) gegliedert war. Eine dieser Mairien war die Mairie Rödinghausen, die den Umfang des alten Kirchspiels besaß und zu der neben Rödinghausen auch noch Bieren, Ostkilver, Schwenningdorf und Westkilver gehörten.
Nach der napoleonischen Niederlage fiel die Bürgermeisterei Rödinghausen zurück an Preußen und kam 1816 zum Kreis Bünde. Die Bürgermeistereien aus der Franzosenzeit dienten nun als Grundlage der Verwaltungsgliederung des neuen Kreises. Die drei ehemaligen Mairien Bünde, Hiddenhausen und Rödinghausen bildeten den Verwaltungsbezirk Bünde. Nach der Auflösung des Kreises Bünde im Jahre 1832 gehörte der Verwaltungsbezirk Bünde zum Kreis Herford.

## Das Amt Rödinghausen
Im Rahmen der Einführung der westfälischen Landgemeinde-Ordnung von 1841 wurden aus dem Verwaltungsbezirk Bünde die drei Ämter Bünde, Hiddenhausen und Rödinghausen gebildet, deren Abgrenzung den gleichnamigen Mairien der Franzosenzeit entsprach. Zum Amt Rödinghausen gehörten somit fünf Gemeinden:.
- Bieren
- Ostkilver
- Rödinghausen
- Schwenningdorf
- Westkilver

Das Amt Rödinghausen wurde zunächst mit dem Amt Bünde in Personalunion verwaltet. 1851 wurden die Ämter Bünde und Rödinghausen auch formal zu einem Amt zusammengeschlossen. 1865 wurden die beiden Ämter wieder getrennt, allerdings noch bis 1888 in Personalunion verwaltet.
Das Amt Rödinghausen wurde zum 1. Januar 1969 durch das Gesetz zur Neugliederung des Landkreises Herford und der kreisfreien Stadt Herford aufgelöst. Seine fünf Gemeinden wurden zu einer neuen Gemeinde Rödinghausen zusammengeschlossen, die auch Rechtsnachfolgerin des Amtes ist.

## Einwohnerentwicklung
| Jahr | Einwohner | Quelle |
| ---- | --------- | ------ |
| 1818 | 3261      | [ 9 ]  |
| 1843 | 3130      | [ 9 ]  |
| 1864 | 4104      | [ 10 ] |
| 1871 | 4141      | [ 11 ] |
| 1885 | 3943      | [ 12 ] |
| 1910 | 4939      | [ 13 ] |
| 1925 | 5278      | [ 14 ] |
| 1939 | 5658      | [ 14 ] |
| 1950 | 7523      | [ 15 ] |
| 1961 | 7404      | [ 15 ] |